# Ruta 8 (Paraguay)
Die Ruta 8, auch Dr. Blas Garay genannt, ist eine Fernstraße in Paraguay. Die Straße bildet eine Nord-Süd-Verbindung in der östlichen Hälfte des Landes von Bella Vista Norte über San Estanislao und Coronel Oviedo bis nach Coronel Bogado und ist 588 Kilometer lang.

## Straßenbeschreibung
Die Ruta 8 beginnt in Bella Vista Norte und führt nach Süden nach San Estanislao an der Ruta 3. Von dort führt die Straße nach Süden durch eine hügelige Savanne, die teilweise bebaut ist. Dieses Gebiet ist sehr dünn besiedelt. Nach fast 100 Kilometern erreicht man die Stadt Coronel Oviedo, eine wichtige Drehscheibe des östlichen Paraguay. Hier kreuzen sich die Ruta 2 aus Asunción und die Ruta 7 nach Ciudad del Este. Die Ruta 8 führt weiter südlich; westlich der Strecke liegt der Cerro Peró mit 842 Metern der höchste Berg in Paraguay. Die Straße führt durch einige kleine Städte und durch die Savanne mit einigen Wiesen und Feuchtgebiete. Im Süden von Paraguay ist sie zum Teil nicht asphaltiert. Sie endet bei der Stadt Coronel Bogado an der Einmündung in die Ruta 1.

## Geschichte
Die Ruta 8 ist traditionell eine Hauptstraße in Paraguay, auch weil sie zu einigen größeren Städten führt. Der Teil von San Estanislao bis nach Caazapa war im Jahr 2013 asphaltiert, aber der südliche Teil von Caazapa nach Coronel Bogado nicht.

## Weblinks

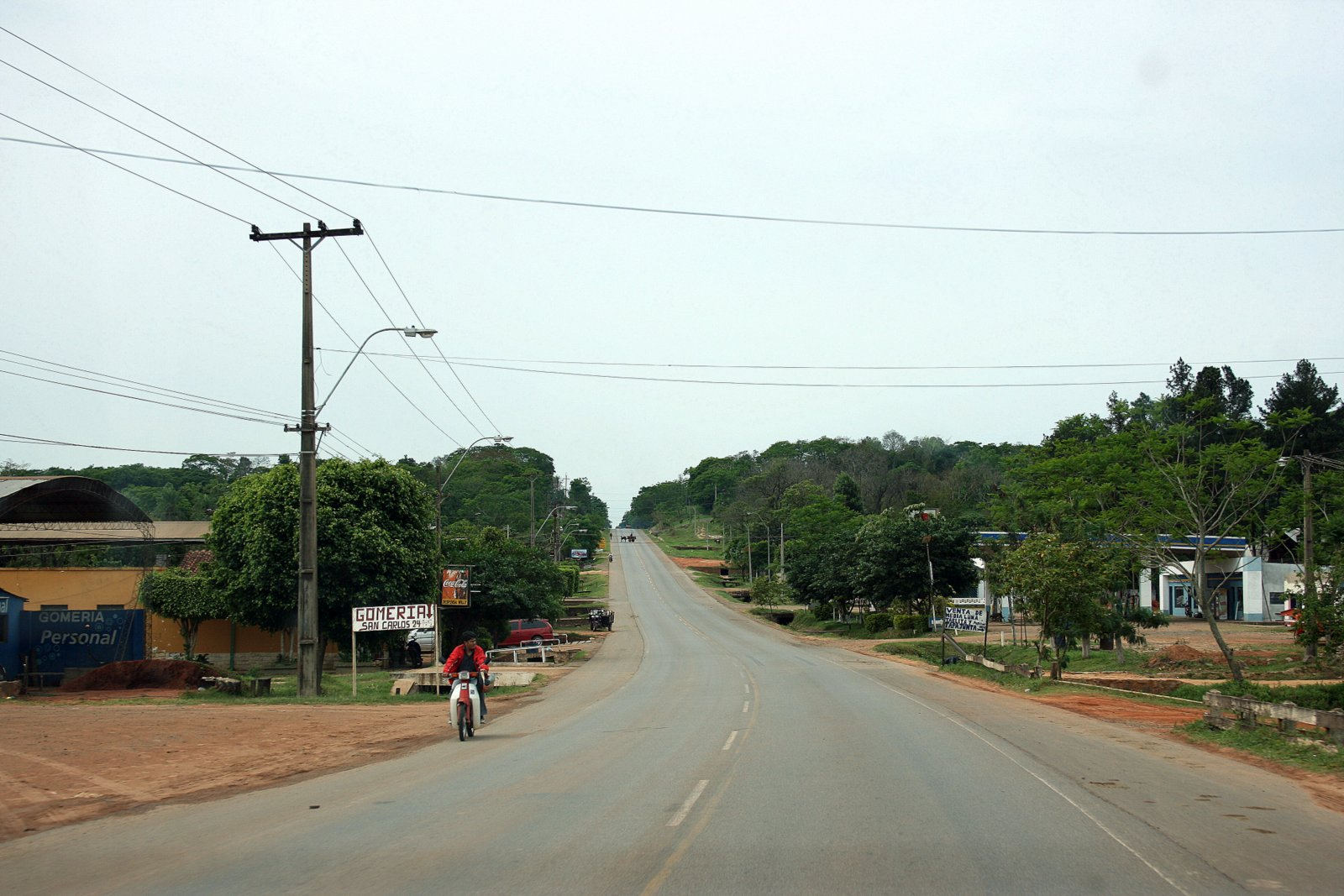
Ruta 8 bei Coronel Oviedo